# Castelo de Kinfauns

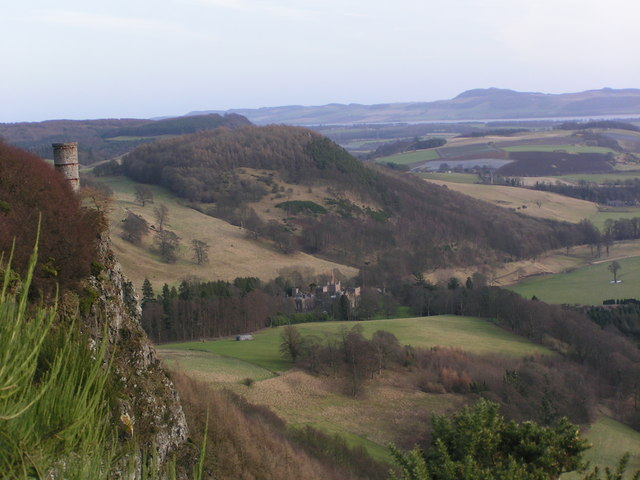
Castelo de Kinfauns, Escócia

O Castelo de Kinfauns (em inglês:  Kinfauns Castle) é um castelo do século XIX localizado em Kinfauns, Perth and Kinross, Escócia.

## História
Foi o local de residência da família Charteris desde o século XIV.
O antigo castelo, foi removido para fazer a passagem para o atual castelo, em cerca de 1820. Pouco é sabido do antigo castelo, mas nessa estrutura existia um cata-vento datado de 1688, possivelmente data de construção do velho castelo.
O atual castelo é datado de 1825, sendo desenhado por Sir Robert Smirke.
Encontra-se classificado na categoria "A" do "listed building" desde 5 de outubro de 1971.

## Estrutura
É uma mansão acastelada, de silhar com dois andares, com uma torre de três pisos, a frente sul mede 48 metros de comprimento e a frente leste mede 71 metros de comprimento.